# Ulica Świętej Trójcy we Wrocławiu

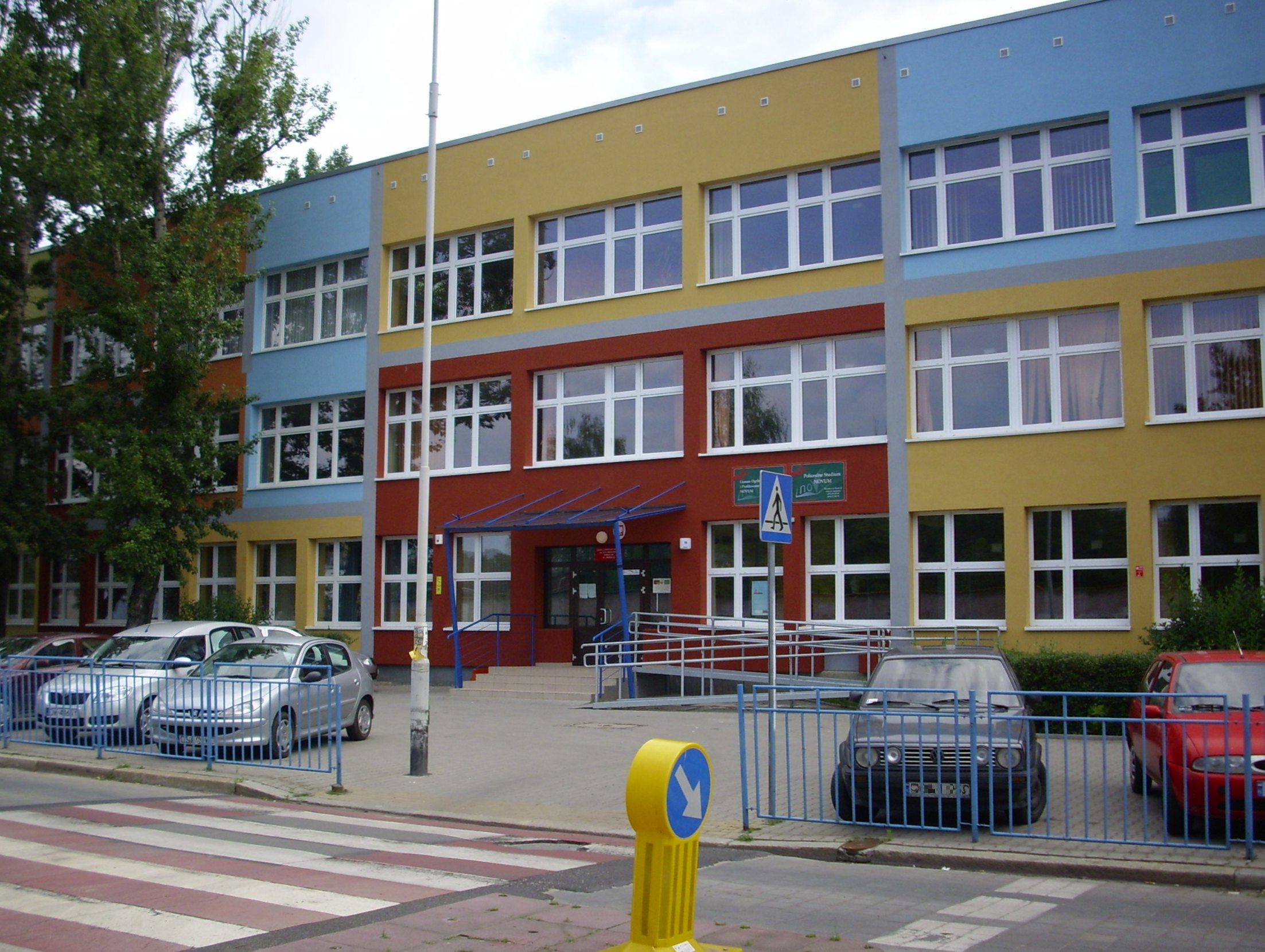
SP 97, ul. Prosta 16

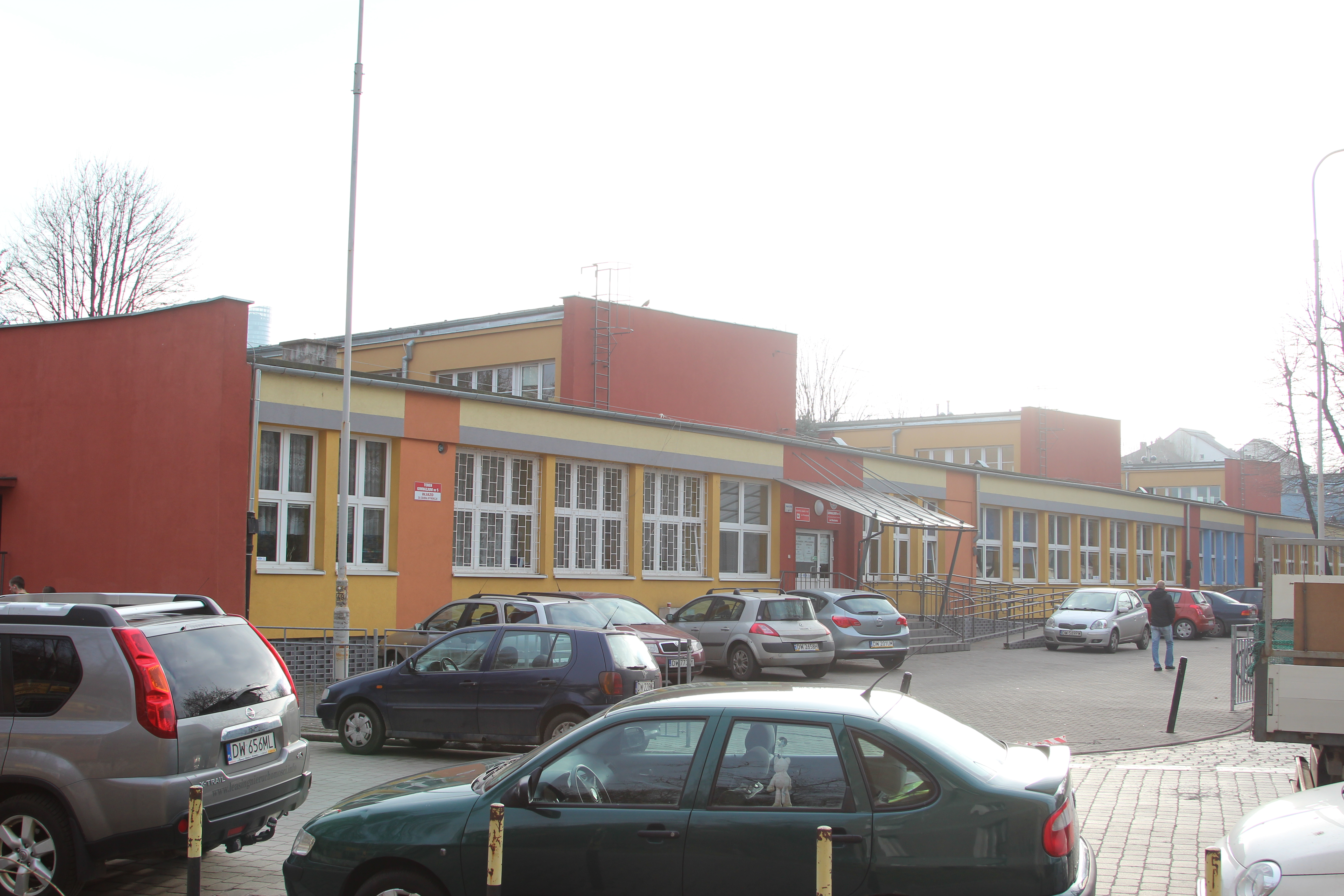
Gimnazjum 5u-gim, ul. Pawłowa 15

Ulica Świętej Trójcy – ulica położona we Wrocławiu, biegnąca od ulicy Prostej do ulicy Iwana Pawłowa, na osiedlu Przedmieście Świdnickie w dawnej dzielnicy Stare Miasto. Ulica ma 171 m długości.

## Historia
W 1862 r. powstał projekt założenia ulicy biegnącej od współczesnej ulicy Iwana Pawłowa do torów kolejowych, równolegle do współczesnej ulicy Grabiszyńskiej. W 1865 r. zakupiono parcelę przy ulicy Kolejowej ówcześnie pod numerem 2 i zbudowano szpital Bożego Ciała – Trójcy Świętej według projektu Karla Schmidta, który obecnie nie istnieje . Później, bo w 1877 r., w pobliżu ulicy Tęczowej zbudowany został kościół św. Trójcy, obecnie również nieistniejący, zburzony w wyniku działań wojennych prowadzonych podczas oblężenia Wrocławia w 1945 r.  Planowana ulica miała przebiegać przy opisanych obiektach i z tego względu w 1870 r. nadano jej nazwę Świętej Trójcy. W latach 1856–1922 pomiędzy dzisiejszymi ulicami: Prostą i Kolejową działała fabryka produkująca wagony: Hofman Bracia & CO. Fabryka Wagonów S.A. (Hofmann Gebr. & CO Wagenfabrik AG). Ówcześnie adres fabryki przypisany był do ulicy Prostej (numery 3-19), a obecnie do ulicy Kolejowej 63-65. Współcześnie zakład należy do Poczty Polskiej, w którym urządzono Centrum Logistyki. Ostatecznie zrezygnowano z realizacji pozostałej części projektu i ulica pozostała wytyczona jedynie na odcinku zachowanym do dziś.
Ulica, podobnie jak cała okolica, przed wojną zabudowana była kamienicami tworzącymi ciągłe pierzeje po obu jej stronach. Cała ta zabudowa uległa zniszczeniu w wyniku działań wojennych prowadzonych podczas oblężenia Wrocławia w 1945 r. Po II wojnie światowej na wolnych terenach pozostałych po zniszczonej zabudowie przedwojennej rozpoczęto budowę nowego osiedla mieszkaniowego przez Spółdzielnię Mieszkaniową "Cichy Kącik". Przy ulicy Świętej Trójcy powstał budynek o adresie ulica Prosta 8-14, który został zasiedlony jako pierwszy w dniu 6 lipca 1959 r., to jest już 10 miesięcy od zarejestrowania spółdzielni mieszkaniowej. Kolejna zabudowa objęła między innymi budynek przy ulicy Iwana Pawłowa 7-13.
Przy ulicy Iwana Pawłowa 15 w 1961 r. została zaś wybudowana szkoła podstawowa, której w grudniu 1964 r. nadano imię Aleksandra Zawadzkiego, przekształcona w późniejszych latach w gimnazjum numer 5 . Zaś w 1962 r. oddano do użytkowania szkołę położoną przy ulicy Prostej 16, zbudowaną jako Pomnik Tysiąclecia. Uroczyste otwarcie szkoły nastąpiło 3.09.1962 r. Otwarcia dokonał profesor Bolesław Iwaszkiewicz. Wówczas naukę podjęło 1043 uczniów w 26 oddziałach. 14.12.1966 r. przyjęto dla niej jako patrona Jana Brzechwę. Wbudowano wówczas na ścianie budynku szkolnego pamiątkową tablicę. W 2012 r. utworzono Zespół Szkół nr 7 przy ulicy Iwana Pawłowa 15, a od 2017 r. został on, po likwidacji gimnazjum, przekształcony w szkołę podstawową nr 97 przy ulicy Prostej 16 .

## Nazwy
W swojej historii ulica nosiła następujące nazwy:
- Trinitasstrasse, do 1945 r.[17]
- Świętej Trójcy, od 1945 r.[1][17]

Niemiecka nazwa ulicy Trinitasstrasse nawiązywała do kościoła Świętej Trójcy istniejącego przy dawnym szpitalu, położonego przy ulicy Kolejowej na wprost tej ulicy (zlikwidowanego odcinka ulicy, patrz: Historia). W wyniku działań wojennych kościół uległ zniszczeniu i po II wojnie światowej jego ruiny zostały rozebrane, lecz nazwa ulicy po przełożeniu z języka niemieckiego na język polski została zachowana (Trinity – Trójca Święta). Współczesna nazwa ulicy została nadana przez Zarząd Wrocławia i ogłoszona w okólniku nr 97 z 30.11.1945 r.

## Układ drogowy
Do ulicy Świętej Trójcy przypisana jest droga gminna nr 105070D (numer ewidencyjny drogi G1050700264011) o długości 171 m, łącząca ulicę Prostą z ulicą Iwana Pawłowa. Obejmuje wąską jezdnię i obustronne chodniki.
Ulica łączy się z następującymi drogami publicznymi, kołowymi oraz innymi drogami:
| rodzaj       | droga               | inne           | foto |
| ------------ | ------------------- | -------------- | ---- |
| skrzyżowanie | ulica Prosta        | początek ulicy |      |
| skrzyżowanie | ulica Iwana Pawłowa | koniec ulicy   |      |

Ulica położona jest na działkach ewidencyjnych stanowiących drogi gminne.
| numer            | pole powierzchni | rodzaj       |
| ---------------- | ---------------- | ------------ |
| działka nr 32/3  | 1589 m2          | droga gminna |
| działka nr 16/5  | 12 m²            | droga gminna |
| działka nr 16/8  | 80 m²            | droga gminna |
| Łącznie: 1681 m² |                  |              |

Droga gminna przypisana do ulicy posiada nawierzchnię wykonaną z granitowej kostki brukowej. Jest ona w całości objęta strefą ograniczenia prędkości 30 km/h, podobnie jak powiązane z nią ulice: Prosta i Iwana Pawłowa. W ramach wymienionej strefy ruchu uspokojonego przeznaczona jest także dla ruchu rowerowego.

## Zabudowa i zagospodarowanie

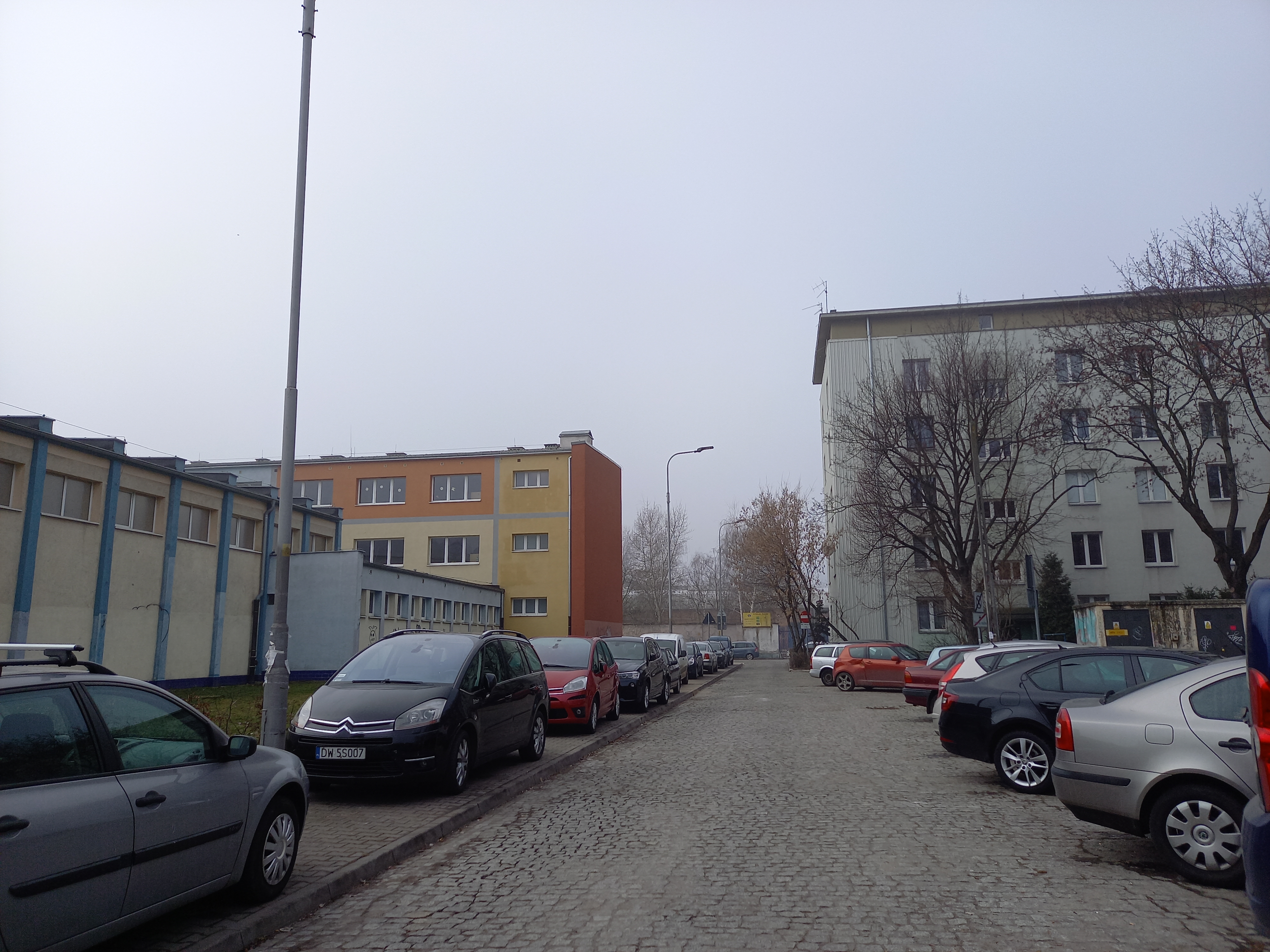
Szkoła i budynek mieszkalny przy ul. Prostej

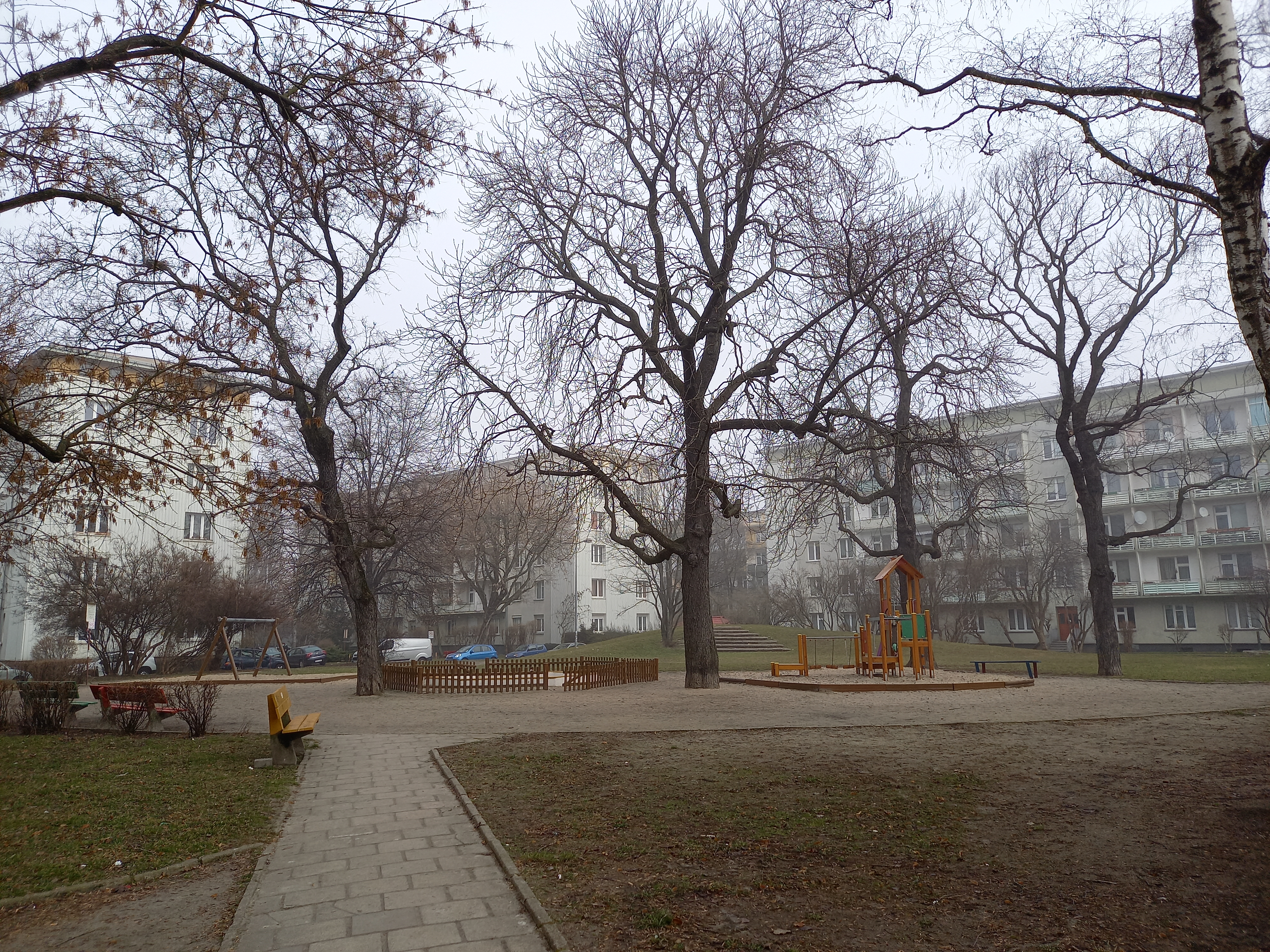
Zieleniec przy ul. Świętej Trójcy

Po północno-zachodniej stronie ulicy położone jest osiedle mieszkaniowe z pawilonem handlowym przy ulicy Tęczowej, przy czym przy samej ulicy Świętej Trójcy znajdują się pięciokondygnacyjne budynki mieszkalne o adresach: ulica Prosta 8-14 (o powierzchni zabudowy 842 m²), ulica Iwana Pawłowa 7-13 (o powierzchni zabudowy 798 m²). Ponadto znajduje się tu zespół jednostanowiskowych, jednokondygnacyjnych garaży o powierzchni zabudowy 342 m² na działce o powierzchni 481 m². Zaś po stronie południowo-wschodniej znajduje się szkoła, przy ulicy Prostej 16 i przy ulicy Iwana Pawłowa 15, na terenie o powierzchni 15 879 m². Oś widokową w kierunku południowo-zachodnim ulicy przy jej początku zamyka teren dawnej fabryki wagonów przy ulicy Kolejowej 63-65, obecnie Centrum Logistyki Poczty Polskiej, o powierzchni 30 655 m². Obszar ten przeznaczono pod zabudowę mieszkaniową, z usługami, skwerami i placami zabaw, z obowiązkiem zachowania podlegających ochronie zabytków budynków i budowli. Przewiduje się powstanie tu 469 mieszkań i 500 miejsc parkingowych. Budynki nie przekroczą 8 kondygnacji nadziemnych. Natomiast zamknięcie osi widokowej przy końcu ulicy w kierunku północno-wschodnim obejmuje kontynuację wyżej wymienionej zabudowy osiedla mieszkaniowego, położoną przy ulicy Iwana Pawłowa. Brak jest punktów adresowych przy ulicy Świętej Trójcy.
Ulica przebiega przez teren o wysokości bezwzględnej od 117,2 do 118,2 m n.p.m.
Przy ulicy znajduje się tereny zieleni obejmujący Zieleniec przy ul. Świętej Trójcy, o powierzchni 2771 m2. Jest on położony we wnętrzu międzyblokowym, między budyniami przy ul. Prostej 8-14 i ulicy Iwana Pawłowa 7-13.
Ulica przebiega przez jeden rejon statystyczny, przy czym dane pochodzą z 31.12.2019 r. Jest to Rejon statystyczny nr 933260, w którym zameldowanych jest 674 osób, a gęstość zaludnienia wynosi 11 750 lud./km².

## Ochrona i zabytki
Obszar na którym położona jest ulica Świętej Trójcy ujęty jest w ewidencji zabytków w ramach tzw. Przedmieścia Mikołajskiego. Dla tego obszaru ochronie podlega przede wszystkim historyczny układ urbanistyczny, który kształtowany był od początku XIX wieku do lat 70. XX wieku.
Przy ulicy nie ma zabytków, natomiast w najbliższym sąsiedztwie znajdują się następujące zabytki i inne obiekty historyczne):
| obiekt, położenie | ochrona                                                                                             | fotografia |
| --- | --------------------------------------------------------------------------------------------------- | ---------- |
| zamknięcie osi widokowej w kierunku południowo-zachodnim | |            |
| dawny zespół warsztatów głównych Niemieckiej Poczty Rzeszy i fabryki wagonów braci Hoffmann, obecnie budynki Poczty Polskiej Centrum Logistyki ulica Kolejowa 63-65                                                                  | rodzaj ochrony – gez, mpzp                                                                          |            |
| Hala przemysłowa z częścią montażową i warsztatami Deutsche Reichspost Hauptwerkst. f. Postkraftwag. (obszar fabryki wagonów Braci Hofman & Co.), obecnie budynek przemysłowy Poczty Polskiej Centrum Logistyki ulica Kolejowa 63-65 | 1931 r., (proj. L.Neumann), (fabryka ok. 1910 r.) rejestr zabytków: A/5977/1-2 z dnia 14.09.2015 r. |            |
| kotłownia dawnego zespołu warsztatów głównych Niemieckiej Poczty Rzeszy i fabryki wagonów braci Hoffmann, obecnie budynek Poczty Polskiej Centrum Logistyki ulica Kolejowa 63-65                                                     | rodzaj ochrony – gez, mpzp                                                                          |            |

## Baza TERYT

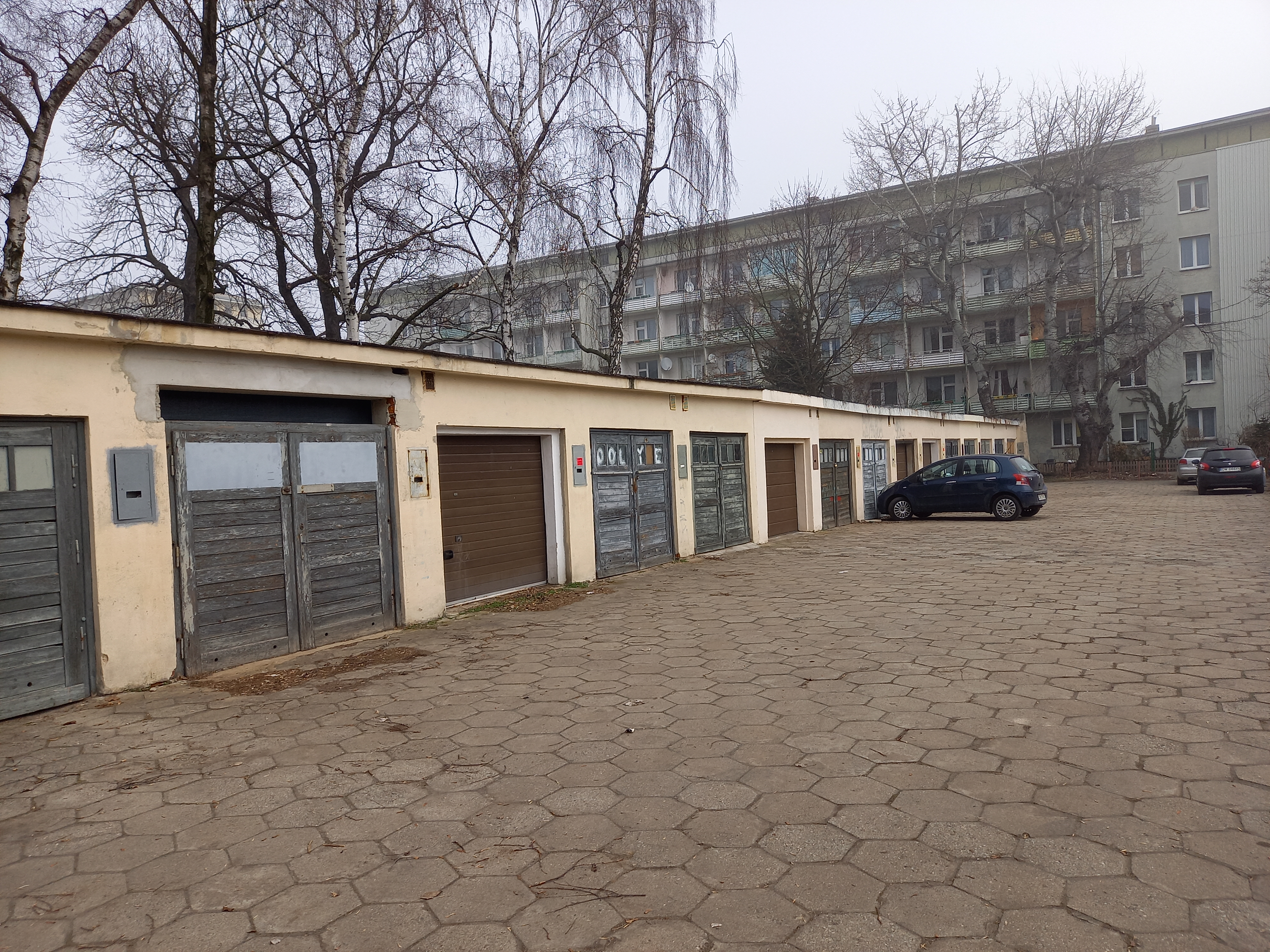
Garaże i zabudowa mieszkaniowa

Dane Głównego Urzędu Statystycznego z bazy TERYT, spis ulic (ULIC):
- województwo: DOLNOŚLĄSKIE (02)
- powiat: Wrocław (0264)
- gmina/dzielnica/delegatura: Wrocław (0264011) gmina miejska
- Miejscowość podstawowa: Wrocław (0986283) miasto; Wrocław-Stare Miasto (0986946) delegatura
- Gmina/dzielnica/delegatura: Wrocław-Stare Miasto (0264059) delegatura
- kategoria/rodzaj: ulica
- Nazwa ulicy: ul. św. Trójcy (23017).